# Койпаса (солончак)
Койпаса (исп. Salar de Coipasa) — солончак, находящийся в районе границы Боливии и Чили. Располагается на территории департамента Оруро и области Тарапака на высоте около 3680 м над уровнем моря. Имеет площадь 2218 км², из которых большая часть находится в Боливии, а около 25 км² — в Чили. Максимальная толщина составляет 100 метров.
Солончак Койпаса является вторым по величине солончаком в Боливии после солончака Уюни. Бессточное озеро Койпаса, в которое впадает ручей из озера Поопо, полностью окружено солончаком.